# Glória Pires
Glória Maria Cláudia Pires de Morais, coneguda com a Glória Pires (Rio de Janeiro, 11 de març de 1963) és una actriu brasilera.

## Filmografia

### Televisió
- 2012: Guerra dos Sexos as Roberta Leone
- 2012: As Brasileiras as Ângela Cristina
- 2011: Insensato Coração as Norma Amaral
- 2007: Paraíso Tropical as Lúcia Vilela
- 2005: Belíssima as Júlia Assumpção
- 2002: Desejos de Mulher as Julia Miranda Moreno
- 1999: Suave Veneno as Inês Fragonard / Lavínia Stuart
- 1997: Anjo Mau as Nice Noronha
- 1996: O Rei do Gado as Rafaela Berdinazzi/Marieta
- 1994: Memorial de Maria Moura as Maria Moura
- 1993: Mulheres de Areia as Ruth/Raquel Araújo
- 1991: O Dono do Mundo as Estela Maciel
- 1990: Mico Preto as Sarita
- 1988: Vale Tudo as Maria de Fátima Acioly Roitman
- 1987: Direito de Amar as Rosália Medeiros
- 1984: Partido Alto as Celina
- 1983: Louco Amor as Cláudia
- 1980: Água Viva as Sandra
- 1979: Cabocla as Zuca
- 1978: Dancin' Days as Marisa
- 1976: Duas Vidas as Letícia
- 1973: O Semideus as Ione
- 1972: Selva de Pedra as Fatinha (Fátima)